# Simon Cameron
Simon Cameron (ur. 8 marca 1799 w Maytown, zm. 26 czerwca 1889 tamże) – amerykański polityk i dyplomata, wieloletni senator z Pensylwanii. W latach 1861–1862 był ministrem wojny w gabinecie prezydenta Abrahama Lincolna.  

## Życiorys
Praktykował jako drukarz i kasjer w banku. Był także redaktorem, a następnie właścicielem gazety oraz szefem dwóch spółek kolejowych. Był generałem adiutantem Pensylwanii. 

### Działalność polityczna
W wyniku rezygnacji Jamesa Buchanana został wybrany do Senatu. Służbę rozpoczął 13 marca 1845 roku. Pełnił to stanowisko do marca 1849 roku. W wyborach w 1857 roku kandydował do Senatu z ramienia Partii Republikańskiej. Uzyskał elekcję i 4 marca tego samego roku rozpoczął pracę. W Senacie był przewodniczącym Komisji Patentowej, Komisji Nieruchomości Państwowych, Komisji Dystryktu Kolumbii i Komisji Drukarstwa. W 1860 roku bezskutecznie ubiegał się o nominację Partii Republikańskiej w wyborach prezydenckich. 
4 marca 1861 roku został powołany na stanowisko sekretarza wojny Stanów Zjednoczonych. 11 stycznia 1862 roku na tym stanowisku zastąpił go Edwin Stanton. 25 lipca tego samego roku został posłem Stanów Zjednoczonych w Rosji. Pełnił to stanowisko do 18 września tego samego roku. 
W wyborach w 1867 roku został ponownie wybrany z ramienia Partii Republikańskiej do Senatu. Reelekcję uzyskał również w wyborach w 1873 roku. W trakcie tych kadencji był przewodniczącym Komisji Rolnictwa oraz Komisji Spraw Zagranicznych. Pozostał senatorem do czasu swojej rezygnacji 12 marca 1877 roku. 
Po zakończeniu kariery politycznej podróżował po Europie i Indiach. Zmarł 26 czerwca 1889 roku w pobliżu Maytown. Został pochowany na cmentarzu Harrisburg. 

## Życie prywatne
Jego synem był James Donald Cameron, który także został sekretarzem wojny Stanów Zjednoczonych oraz senatorem z Pensylwanii.